# Serment more judaico

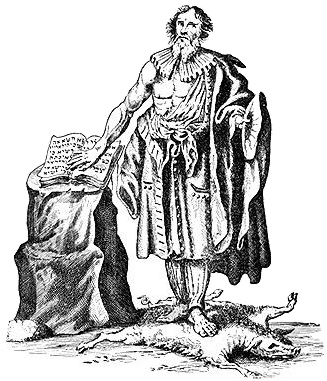
Dessin du XVIIe siècle montrant un Juif allemand prêtant un « serment juif », à moitié dévêtu, sur une peau de truie ensanglantée.

Le serment more judaico ou serment juif est une forme spéciale de serment, accompagnée par un certain protocole, que les Juifs étaient obligés de respecter dans les cours de justice européennes jusqu'au début du XXe siècle, et qui était souvent humiliante, voire dangereuse. More judaico signifie en latin « d'après/par la coutume juive ». La question de la loyauté du serment juif était intimement liée à la signification que les autorités chrétiennes attribuaient alors à la prière du Kol Nidre récitée par les Juifs le jour de Kippour : cette prière vise à délier une personne des vœux inaccomplis qu'elle aurait contractés envers Dieu au cours de l'année précédente ou à venir et était interprétée comme permettant aux Juifs de jurer à la légère, leurs vœux et serments envers des particuliers ou des tribunaux étant annulés chaque année.
L'ensemble des législations concernant ce serment est caractéristique de l'attitude des États médiévaux envers leurs sujets juifs. L'identification de l'Église et de l'État semble imposer une législation différente pour ceux se trouvant hors de l'Église.

## Dans l'empire carolingien et le Saint-Empire Romain Germanique
L'impossibilité imposée aux Juifs d'engager un procès contre un chrétien remonte à l'empereur byzantin Justinien, qui déclarait que ni les Juifs, ni les hérétiques ne sont autorisés à témoigner contre des Chrétiens.
Sous Charlemagne, pour mériter crédit, le Juif devait, avant le serment, ceindre une couronne d'épines et poser la main droite sur un rouleau de la Torah ; pendant la prestation de serment il devait appeler sur soi - en cas de parjure - la lèpre de Naaman (II Rois 5:1-27) et le châtiment des fils de Koré (Nombres 16:32). Plus tard, dans le Saint-Empire romain germanique, le serment "more judaïco" fut maintenu, mais sous des formes plus compliquées, comportant des aspects obscènes et humiliants. Le serment juif ne devait être aboli en Allemagne que par les efforts tenaces de Moïse Mendelssohn. Toutefois, la Prusse le maintint jusqu'au 15 mars 1869, les Pays-Bas modifièrent le serment en 1818, la Russie en 1838 et 1860.
Les tribunaux séculiers, cependant, ne reconnaissaient pas cette interdiction. Ainsi, dans les sauf-conduits émis par les rois carolingiens au IXe siècle, les Juifs et les Chrétiens étaient traités en égal, et en conséquence le témoignage de l'un ou de l'autre, donné ou non sous serment, était également recevable. Ceci est parfaitement établi dans la charte accordée aux Juifs de Spire en 1090 par l'empereur Henri IV du Saint-Empire romain-germanique. L'ordonnance du duc Frédéric II d'Autriche en 1244, qui servira de modèle à de nombreuses autres législations sur les Juifs, demande simplement à un Juif de prêter serment sur la Torah. Des lois similaires existaient en Angleterre, au Portugal et en Hongrie. En Hongrie, il n'était cependant pas nécessaire de jurer sur la Torah pour des cas triviaux.
Cependant, il existait toujours de vieilles lois qui prescrivaient certaines pratiques, dans l'unique but de se moquer des Juifs devant la cour. Les exemples ci-dessous illustrent le type d'humiliations qui accompagnaient le serment :
- Empire byzantin, Xe siècle : le Juif doit prêter serment avec une couronne d'épines autour de ses reins, se tenir dans l'eau et jurer par Barase Baraa (Bereshit Bara), de façon que s'il ne dit pas la vérité, il soit avalé par la terre juste comme Dathan et Abiron dans le Livre des Nombres, chapitre 15-17, nombres 16:1-27 ;
- Souabe (XIIIe siècle) : le Juif doit prêter serment en se tenant debout sur une peau de truie ou d'agneau ensanglantée ; les formulations de "De Sacramento Judaeorum" d'Arles sont à rapprocher de celles de Barcelone, Digne et Narbonne.
- Silésie (1422) : Le Juif doit se tenir debout sur un tabouret à trois pieds et payer une amende à chaque fois qu'il tombe. S'il tombe quatre fois, il perd son procès ;
- Dortmund : le Juif paye une amende à chaque fois qu'il s'arrête en répétant le serment ;
- Verbo, Hongrie (1517) : le Juif doit se tenir debout, pieds nus et jurer sa face tournée vers l'est, en tenant le Pentateuque dans les mains ;
- Breslau (désormais Wrocław) (vers 1455) : le Juif doit se tenir tête nue et prononcer le nom de Yahweh. Cette obligation est contraire à la loi juive qui impose de porter en permanence un couvre-chef et de ne jamais prononcer le nom de Dieu.

Les formules suivantes, rédigées originellement en moyen-haut allemand, étaient utilisées à Francfort-sur-le-Main vers l'année 1392 en cas d'accusation de vol :
« Le Juif doit se tenir debout sur la peau d'une truie, et les cinq livres de Maître Moïse doivent être posés devant lui, et, sa main droite jusqu'au poignet posée sur le livre, il doit répéter après celui qui préside, le serment des Juifs.

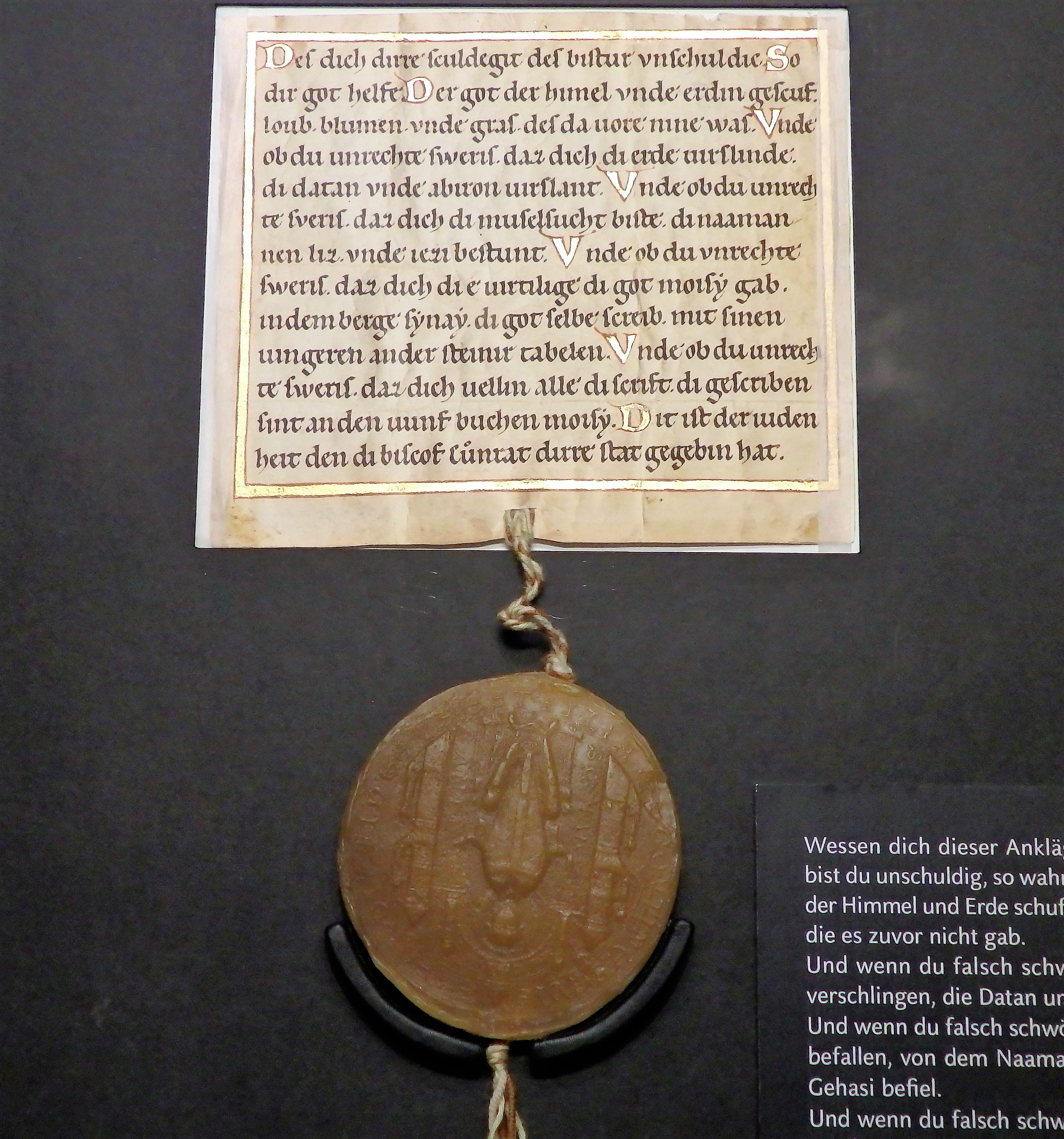
Facsimilé d'un De serment de purification pour Juif (Judeneid), synagogue d'Erfurt

En ce qui concerne les biens pour lesquels vous êtes accusés, vous n'êtes au courant de rien et vous ne les possédez pas. Vous ne les avez jamais eus en votre possession, vous ne les avez pas dans une de vos caisses, vous ne les avez pas enterrés, ni enfermés sous clef, aussi que Dieu vous aide, qui a créé le ciel et la terre, les vallées et les collines, les bois, les arbres, et l'herbe, et aussi que les lois vous aident, que Dieu lui-même créa et écrivit de sa propre main et donna à Moïse sur le Mont Sinaï. Et aussi que les cinq livres de Moïse vous aident, que vous ne puissiez plus jamais profiter un peu sans vous souiller complètement comme le fit le Roi de Babylone.

Et que le soufre et la poix coulent au-dessus de votre cou comme ils ont coulé sur Sodome et Gomorrhe, et que la même poix qui coula sur Babylone, coule sur vous, mais en quantité deux cents fois supérieure, et que l'enveloppe de la terre vous avale comme elle le fit pour Dathan et Abiron. Et que votre poussière ne rejoigne jamais une autre poussière, et que votre terre ne rejoigne jamais une autre terre dans le giron de Maître Abraham si ce que vous dites n'est pas vrai et réel. [Ceci réfère à un enterrement décent ou à la résurrection.] Et aussi qu'Adonai vous aide, vous qui avez juré de dire la vérité.

Sinon, que vous deveniez aussi lépreux que Naaman et Gehazi, et que les calamités vous frappent, vous le peuple Israélite qui avez échappé et voyagé hors d'Égypte. Et qu'un saignement et que des écoulements ne s'arrêtent jamais, vous qui avez condamné Dieu, Jésus-Christ, et l'avez torturé et dit : « Que son sang soit sur nous et nos enfants ». Ceci est vrai, aussi que Dieu vous aide, qui apparut à Moïse dans un buisson ardent qui ne se consuma pas. Il est vrai, par le serment que vous avez fait, par l'âme que vous apporterez au Jour du Jugement devant la Cour, devant le Dieu d'Abraham, d'Isaac, et de Jacob. Ceci est vrai, aussi que Dieu vous aide, et le serment que vous avez juré [Amen]. »

## Le serment judiciaire pour les Juifs en France

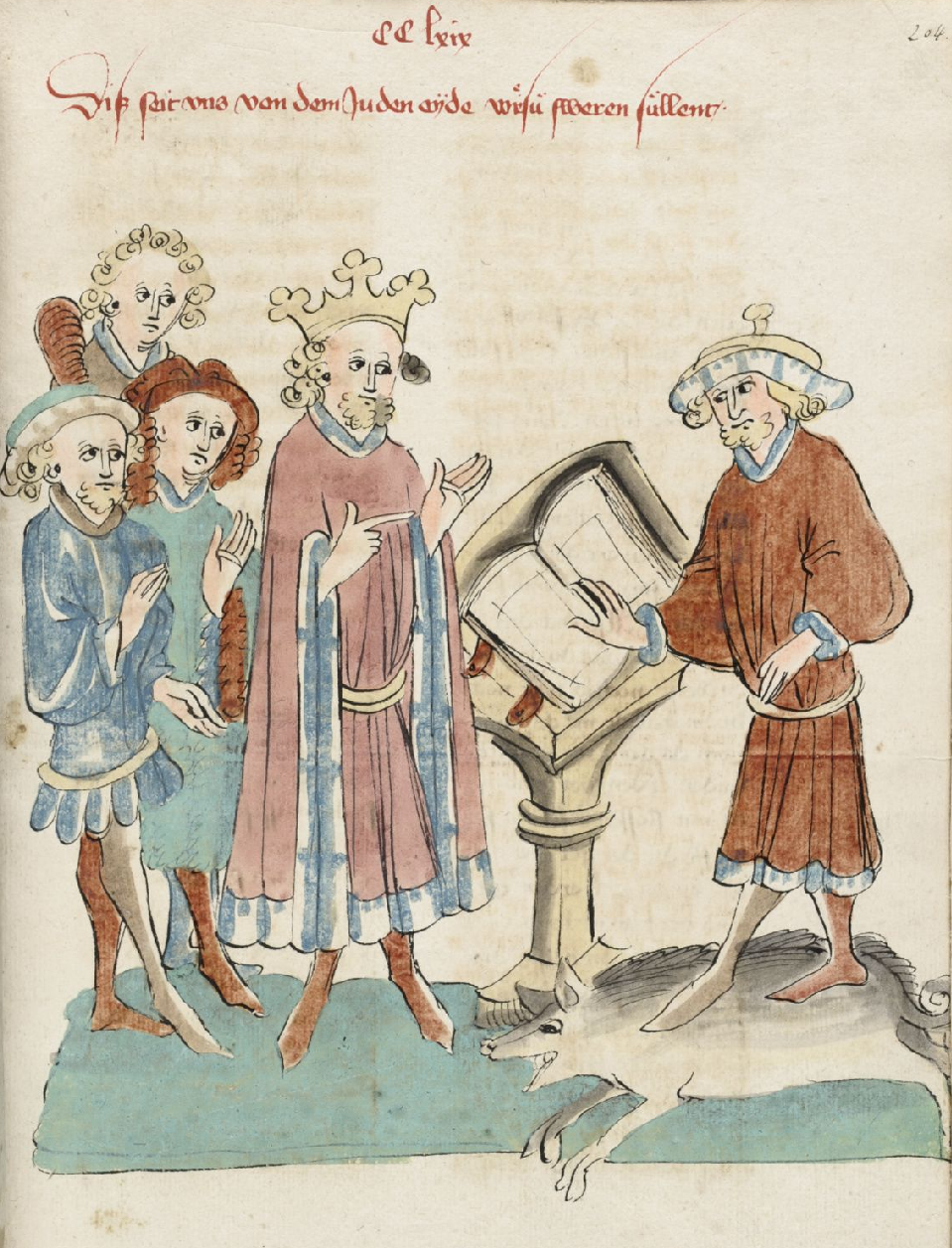
Un Juif portant le judenhut prête serment sur une peau de truie, Bruxelles, v. 1425

En Arles, dès le xIIe siècle, le Juif prêtant serment devait porter un collier d'épines au cou, des anneaux d'épines aux genoux et une longue chaîne d'épines autour des reins.
Sous l'Ancien-Régime, dans les procédures judiciaires, les personnes appelées à témoigner devaient prêter serment de dire la vérité devant un crucifix qui était présent sur les murs de tous les auditoires. Pour les témoins de confession juive, ce serment se faisait avec la même formule, mais la tête couverte et sur une Bible hébraïque.
Sous la Révolution, le serment sur le crucifix ou sur la Bible a été transféré vers l'Être Suprême, puis complètement supprimé, puis à nouveau rétabli par Napoléon sous le Premier Empire, à la suite de la restauration de l'autorisation de pratiquer les cultes religieux traditionnels (signature du Concordat et lois instituant les consistoires israélite et protestant).
L'avocat juif Adolphe Crémieux acquit une grande renommée en obtenant à nouveau l'abolition du serment en France, en conséquence d'un procès tenu au tribunal de Nîmes en 1827.
Lazare Isidor, en tant que rabbin de Phalsbourg, refusa en 1839 d'ouvrir sa synagogue pour défendre un de ses coreligionnaires de qui le tribunal de Sarrebourg exigeait selon la loi le serment more judaïco ; accusé d'outrage à la cour, il est défendu par Adolphe Crémieux qui obtient de la Cour de cassation du 3 mars 1846, un arrêt déclarant que toutes les références religieuses exigées pour un serment judiciaire étaient inconstitutionnelles,,.